# Йозеф Доминик фон Ламберг
Йозеф Доминик Франц Балтазар фон Ламберг (на немски: Joseph Dominik Franz Balthasar von Lamberg; * 8 юли 1680, дворец Ламберг, Щайр, Австрия; † 30 август 1761, Пасау) от род Ламберг, е 68. княжески епископ на Пасау (1723 – 1729), кардинал от 1738 г.

## Живот
Той е син на граф и княз Франц Йозеф I фон Ламберг (1637 – 1712), ландграф на Лойхтенберг, и съпругата му имперската графиня Анна Мария фон и цу Траутмансдорф (1642 – 1727), дъщеря на граф Адам Матиас фон Траутмансдорф-Вайнсберг († 1684), кралски щатхалтер на Бохемия, и първата му съпруга Ева Йохана фон Щернберг († 1674). Брат му Франц Алойз фон Ламберг (1692 – 1732) е вай-епископ на Пасау (1725). Племенник е на княжеския епископ на Пасау Йохан Филип фон Ламберг (епископ) (1651 – 1712).
Йозеф Доминик следва в Рим, Болоня и Безансон и става на 21 септември 1703 г. свещеник в Пасау. През 1706 г. е домпропст в Пасау, 1707 г. катедрален капитулар в архиепископство Залцбург. На 4 юли 1712 г. той е епископ на Зекау в Щирия. На 2 януари 1723 г. е избран за княжески епископ на Пасау и е помазан на 15 март 1723 г. На 20 декември 1737 г. е избран за кардинал от папа Климент XII по предложение на император Карл VI и през следващата 1738 г. той става кардинал. На 16 септември 1740 г. е поставен като кардинал-свещеник на „Сан Пиетро ин Монторио“ в Рим.
Като епископ на Пасау той строи множество църкви и манастири в стил късен барок и са осветени от него. Той е погребан в епископската гробница в „катедралата Св. Стефан“ в Пасау.